# 乂
【乂】 — китайський ієрогліф.  Дуже рідко використовується на письмі в японській мові.

## Значення
1. косити, скошувати.
2. заспокоїти(ся); керувати
3. виховувати; виховання.
4. мудрець, розумний.
5. присоромити, переконувати.

Ключ: 4 (丿 + 1);  Кількість рисок: 2.
Введення ієрогліфа методом цанзє: 大 (K), X大 (XK); Введення ієрогліфа чотирикутним методом: 40000. .

## Прочитання
| Китайська         |                   |                   |                   |                 |                 |
| Мандаринська мова | Мандаринська мова | Мандаринська мова | Мандаринська мова | Кантонська мова | Кантонська мова |
| чжуїнь            | піньїнь           | Вейд-Джайлз       | кирилиця          | ютпхін          | Єль             |
| ㄧˋ               | yì (yi4)          | i4                | і                 | ngaai6          | ngaai6          |

| Корейська |           |                 |                |                  |                |
|           | хангиль   | стара латинка   | нова латинка   | Єль              | кирилиця       |
| Звук:     | 예        | ye              | ye             | yey              | є              |
| Назва:    | 벨 징계할 | pel chinggyehal | bel jinggyehal | peyl cingkyeyhal | пель чінкєхаль |

| Японська |                        |                      |                      |
|          | кана                   | латинка              | кирилиця             |
| Он:      | がい げ                | gai ge               | ґай ґе               |
| Кун:     | かる おさめる おさまる | karu osameru osamaru | кару осамеру осамару |
| Ім'я:    | —                      | —                    | —                    |